# Лайм-Виллидж
Лайм-Виллидж (англ. Lime Village) — статистически обособленная местность в зоне переписи населения Бетел, штат Аляска, США. На 2010 год население местности составляло 29 человек.
В местности находится православная церковь Святого Константина и Елены, включенная в Национальный регистр исторических мест США.
В июле 2008 года Лайм-Виллидж получила известность, когда цены на бензин там были более чем в два раза выше, чем в среднем по США. Высокие цены на бензин в населённом пункте ещё более удивительны, поскольку Аляска является одним из самых нефтеносных штатов США.

## География
Согласно Бюро переписи населения США площадь статистически обособленной местности составляет 213,6 км², из них 5,7 км² — открытые водные пространства. Местность находится на берегу Стони-Ривер. Лайм-Виллидж обслуживается одноименным аэропортом (ICAO код — LVD). В местность грузы доставляются только с помощью водных путей (около 120 дней в году река свободна от льда) или самолётом.

## Население
| Год переписи | Нас. |  | %±     |
| ------------ | ---- |  | ------ |
| 1970         | 25   |  | —      |
| 1980         | 48   |  | 92%    |
| 1990         | 42   |  | −12,5% |
| 2000         | 6    |  | −85,7% |
| 2010         | 29   |  | 383,3% |
| 2014         | 22   |  | −24,1% |

По данным переписи населения 2010, местность имела население 29 человек (44,8 % мужчин и 55,2 % женщин), было 11 домашних хозяйств и 7 семей. На территории местности было расположено 27 построек со средней плотностью 0,13 построек на один квадратный километр суши. Расовый состав: белые — 3,4 %, коренное население Америки — 93,1 %.
Население города по возрастному диапазону по данным переписи 2010 года распределилось следующим образом: 17,2 % — жители младше 18 лет, 17,3 % — между 18 и 21 годами, 62,1 % — от 21 до 65 лет и 3,4 % — в возрасте 65 лет и старше. Средний возраст населения — 38,5 лет. На каждые 100 женщин в Лайм-Виллидже приходилось 81,3 мужчин, при этом на 100 совершеннолетних женщин приходилось уже 100,0 мужчин сопоставимого возраста.
Из 11 домашних хозяйств 63,6 % представляли собой семьи: 27,3 % совместно проживающих супружеских пар; 27,3 % — женщины, проживающие без мужей и 9,1 % — мужчины, проживающие без жён. 36,4 % не имели семьи. В среднем домашнее хозяйство ведут 2,64 человека, а средний размер семьи — 2,86 человека. В одиночестве проживали 27,3 % населения.